# Dionys Baeriswyl
 (avril 2024).
La mise en forme du texte ne suit pas les recommandations de Wikipédia : il faut le « wikifier ».
Les points d'amélioration suivants sont les cas les plus fréquents :
- Les titres sont pré-formatés par le logiciel. Ils ne sont ni en capitales, ni en gras.
- Le texte ne doit pas être écrit en capitales (les noms de famille non plus), ni en gras, ni en italique, ni en « petit »…
- Le gras n'est utilisé que pour surligner le titre de l'article dans l'introduction, une seule fois.
- L'italique est rarement utilisé : mots en langue étrangère, titres d'œuvres, noms de bateaux, etc.
- Les citations ne sont pas en italique mais en corps de texte normal. Elles sont entourées par des guillemets français : « et ».
- Les listes à puces sont à éviter, des paragraphes rédigés étant largement préférés. Les tableaux sont à réserver à la présentation de données structurées (résultats, etc.).
- Les appels de note de bas de page (petits chiffres en exposant, introduits par l'outil «  Source ») sont à placer entre la fin de phrase et le point final[comme ça].
- Les liens internes (vers d'autres articles de Wikipédia) sont à choisir avec parcimonie. Créez des liens vers des articles approfondissant le sujet. Les termes génériques sans rapport avec le sujet sont à éviter, ainsi que les répétitions de liens vers un même terme.
- Les liens externes sont à placer uniquement dans une section « Liens externes », à la fin de l'article. Ces liens sont à choisir avec parcimonie suivant les règles définies. Si un lien sert de source à l'article, son insertion dans le texte est à faire par les notes de bas de page.
- La présentation des références doit suivre les conventions bibliographiques. Il est recommandé d'utiliser les modèles {{Ouvrage}}, {{Chapitre}}, {{Article}}, {{Lien web}} et/ou {{Bibliographie}}. Le mode d'édition visuel peut mettre en forme automatiquement les références.
- Insérer une infobox (cadre d'informations à droite) n'est pas obligatoire pour parachever la mise en page.

Pour une aide détaillée, merci de consulter Aide:Wikification.
Si vous pensez que ces points ont été résolus, vous pouvez retirer ce bandeau et améliorer la mise en forme d'un autre article.
Pour les articles homonymes, voir Baeriswyl.
Dionys Baeriswyl, né le 23 juin 1944 à Genève et mort le 9 août 2023 à Affoltern am Albis, est un physicien théoricien suisse, professeur émérite de l'université de Fribourg, qui a travaillé dans le domaine de la physique de la matière condensée.
Baeriswyl est principalement connu pour ses contributions à la théorie des systèmes électroniques fortement corrélés. Il a notamment mené des travaux fondamentaux sur les polymères conjugués et d'autres systèmes électroniques quasi unidimensionnels, soulignant très tôt l'importance des corrélations électroniques dans ces systèmes. En outre, Baeriswyl est connu pour ses travaux sur les approches variationnelles de la fonction d'onde des systèmes électroniques corrélés à une et deux dimensions, les appliquant à la transition de Peierls et aux transitions de Mott ainsi qu'à la supraconductivité dans les cuprates à haute température critique. Au cours de ces travaux, il a introduit la fonction d'onde variationnelle connue sous le nom de fonction d'onde de Baeriswyl, qui peut être considérée comme le complément, à couplage fort, de la fonction d'onde de Gutzwiller. Alors que la fonction d'onde de Gutzwiller incorpore des effets de corrélation dans l'état de l'électron libre, la fonction d'onde de Baeriswyl incorpore le mouvement itinérant des électrons dans un état isolant localisé et fortement corrélé.

## Formation
Dionys Baeriswyl, fils d'Alois (1899-1985) et de Maria Elisabeth Baeriswyl-Notter (1908-1964), a fréquenté le collège des Bénédictins de Sarnen, où il se découvre une passion pour les sciences naturelles, les langues étrangères et la musique, en particulier le piano et l'orgue. Il a terminé ses études de physique en 1969 à l'université de Bâle avec un diplôme en physique nucléaire théorique. En 1973, il a obtenu son doctorat à l'université de Genève avec une thèse sur la théorie des excitations élémentaires dans l'hélium superfluide. En 1979, il a décroché le diplôme d'enseignement supérieur du canton de Zurich. En 1985, la Venia Legendi de l'ETH de Zurich lui est octroyée avec une thèse d'habilitation sur les aspects théoriques des polymères conducteurs.

## Carrière académique
Baeriswyl a dirigé l'Institut de physique théorique de l'Université de Fribourg de 1989 à 2000, a été doyen de la Faculté des Sciences entre 2002 et 2004, et est devenu président du département de physique de 2007 à 2009. En 2003, il s'est opposé avec succès à de sévères coupes budgétaires en défendant publiquement la faculté : La faculté des sciences est une entreprise saine.

### Centre fribourgeois des nanomatériaux (FriMat)
Pendant son mandat de doyen de la Faculté des Sciences de l'Université de Fribourg, Dionys Baeriswyl a rencontré l'entrepreneur suisse Adolphe Merkle pour discuter de l’octroi du titre de docteur honoris causa lors du Dies Academicus le 15 novembre 2003. Merkle a fait don en 2006, notamment grâce à Baeriswyl, de 100 millions de francs suisses à l'Université de Fribourg pour la fondation d'un nouvel institut scientifique pour les nanomatériaux (FriMat).

### Conseiller de l'Institut international de physique (IIP) à Natal, Brésil
Dionys Baeriswyl a siégé au Conseil consultatif international (IAC) de l'Institut de physique (IIP) de Natal, au Brésil, pendant six ans à compter de sa création en 2009.

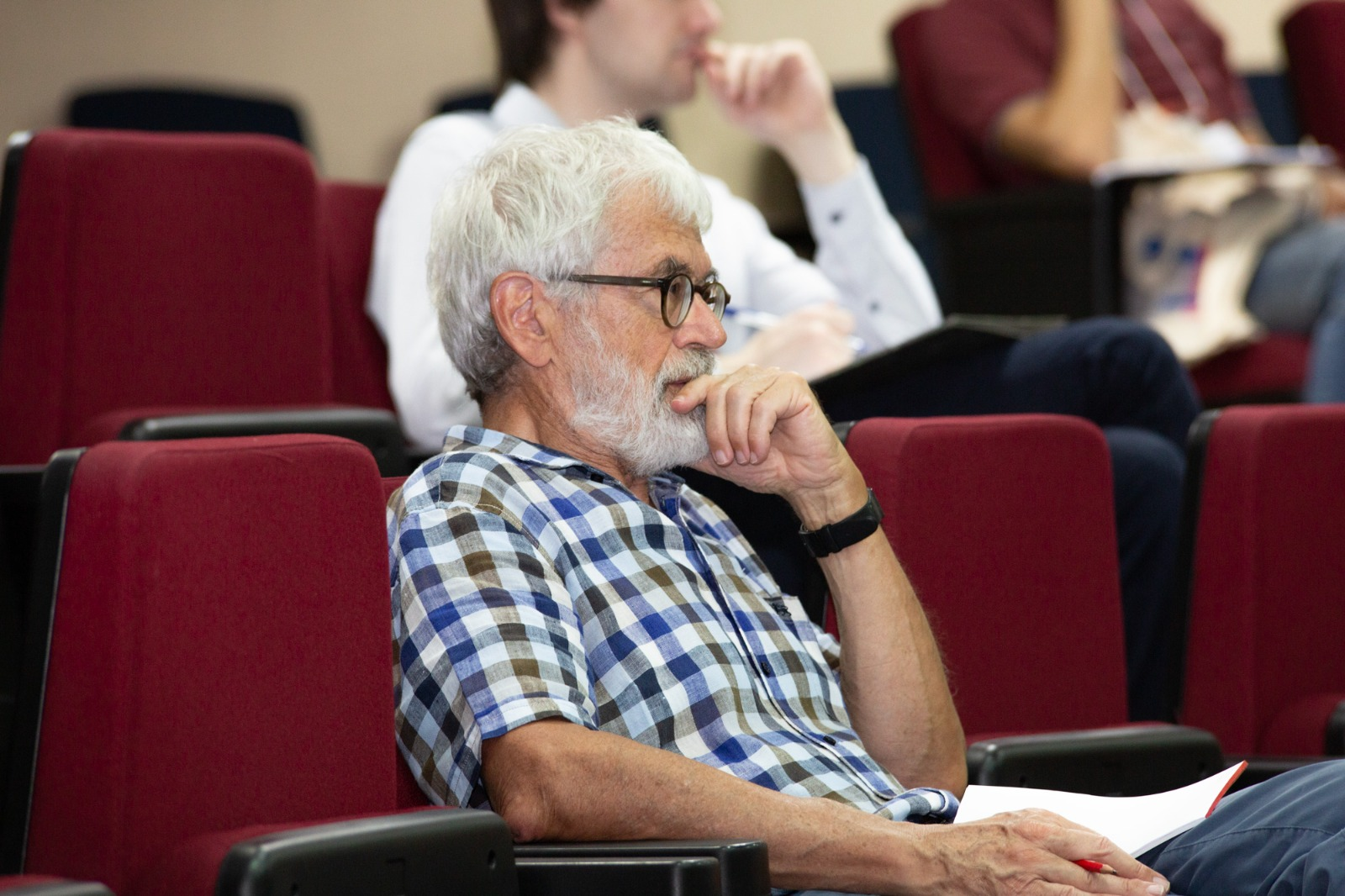
Dionys Baeriswyl dans l'amphithéâtre de l'Institut international de physique à Natal, au Brésil

 L'IAC a assuré la direction académique de l'IIP, en orientant les programmes académiques, en recrutant de nouveaux chercheurs et en développant de nouveaux domaines de recherche. À l'IIP, Baeriswyl a également participé directement à l'organisation de plusieurs réunions scientifiques sur la physique de la matière condensée et des sujets connexes. Après avoir quitté le conseil d'administration, il est devenu professeur distingué de l'IIP.

## Organisateur de conférences et de réunions

### Réunions de Gwatt
Baeriswyl a organisé des conférences à Gwatt (au bord du lac de Thoune, en Suisse) de 1977 à 1993 sur des sujets tels que : Méthode du Groupe de Renormalisation en physique de la matière condensée (1977), Instabilités hors équilibre (1978), Problèmes actuels en supraconductivité (1979), Matériaux à basse dimension, Polymères et cristaux liquides (1981), Phénomènes non linéaires (1982), Brisures de symétrie en physique de la matière condensée et en théorie des champs (1985), Physique de la matière vivante (1986), La mécanique quantique d’aujourd'hui (1987), Nouveaux développements dans le problème à plusieurs électrons (1989), Transport d'électrons dans les structures à basse dimension (1900), Phénoménologie de la supraconductivité (1991), Magnétisme (1992).

### Institut d'échange scientifique (ISI) à Turin, Italie
Commençant en 1987, juste après la découverte de la supraconductivité à haute température, avec un groupe de sept scientifiques de six pays (le seul pays ayant deux participants était la Suisse), les ateliers de l'Institut d’échange scientifique de Turin se sont développés pour impliquer de grands groupes de scientifiques de l'Ouest et de l'ex-Union soviétique dans une fête mobile de remue-méninges sur la supraconductivité pendant plusieurs mois par an durant la période de 1987 à 1993. En 1988, Baeriswyl a été l'éditeur principal du livre Interacting Electrons in Reduced Dimensions, qui rend compte d'un atelier d'été avancé de l'OTAN du même nom, tenu à l'ISI en octobre 1988. Les résultats de cet atelier ont été publiés dans la série B de l'ASI de l'OTAN : volume 213 (1989). Par la suite, Baeriswyl est resté membre du Comité consultatif scientifique de l'ISI pendant deux décennies.

### Ateliers internationaux à Évora, Portugal
Entre 1989 et 2019, Baeriswyl a collaboré étroitement avec José M.P. Carmelo et d'autres physiciens à l’organisation de nombreux ateliers internationaux à Évora au Portugal, auxquels il apporta aussi sa contribution scientifique. Ces événements ont rassemblé des conférenciers exceptionnels venus du monde entier et ont contribué de manière significative à la formation scientifique de jeunes chercheurs, principalement du Portugal et de l'Espagne.

## Publications
Voici une liste de ses références
- sur les polymères :
  - D.B. et K. Maki, Electron Correlations in Polyacetylene, Physical Review B 31, 6633 (1985)[14]
  - D.B., D.K. Campbell, et S. Mazumdar, An Overview of the Theory of pi-Conjugated Polymers, in H.G. Kiess (Ed.), Conjugated Conducting Polymers, Springer Series in Solid-State Sciences 102 (Springer, Berlin, 1992), p. 21[15]

- sur la fonction d'onde variationnelle de Baeriswyl :
  - D.B., Variational schemes for Many-Electron Systems, A.R. Bishop et al. (Ed.), Nonlinearity in Condensed Matter, Springer Series in Solid State Sciences 69 (Springer, Berlin, 1987), p. 183[16]
  - M. Dzierzawa, D.B., et M. Di Stasio, Variational wave functions for the Mott transition : The 1/r Hubbard chain, Physical Review B 51, 1993(R) (1995)[17]

### Coauteurs
Alan R. Bishop, David Kelly Campbell, Kazumi Maki, Sumit Mazumdar, José Manuel Pereira Carmelo, Cristiane de Morais Smith et d'autres sont parmi les co-auteurs de ses travaux sur les polymères conjugués, d'autres systèmes unidimensionnels et le modèle de Hubbard.

## Sources et références
- Prof. Dionys Baeriswyl condolence note sur le website du International Institute of Physics (IIP), à Natal, Brésil
- Tribute to the memory of Dionys Baeriswyl sur le website du National Center of Competence in Research MaNEP (Materials with Novel Electronic Properties)
- Nécrologie pour Dionys Baeriswyl de la Société Suisse de Physique
- In Memoriam Dionys Baeriswyl au Workshop on Criticality, Dynamics, and Nonequilibrium Behavior in Quantum Systems in Évora, Portugal, 2-6 October 2023
- Prof. Emerit. Xavier Bagnoud: In Memoriam Prof. Dionys Baeriswyl. In: Bulletin de la Société Fribourgeoise des Sciences Naturelles, Volume 112 (2023), pp. 189-191
- Prof. Emerit. Xavier Bagnoud: Hommage à la mémoire de Dionys Baeriswyl. In: Le Photon. Bulletin de l’association des ancien·nes étudiant·es et collaborateur·trices du département de Physique de l’Université de Fribourg, N°34 – 2023, pp. 15-16